# Latter Days: The Best of Led Zeppelin Volume Two
Latter Days: The Best of Led Zeppelin Volume Two è una raccolta del gruppo musicale britannico Led Zeppelin, pubblicata il 21 marzo 2000 dalla Atlantic Records.

## Tracce
1. The Song Remains the Same – 5:28 (Jimmy Page, Robert Plant)
2. No Quarter – 6:59 (Jimmy Page, Robert Plant, John Paul Jones)
3. Houses of the Holy – 4:01 (Jimmy Page, Robert Plant)
4. Trampled Under Foot – 5:35 (Jimmy Page, Robert Plant, John Paul Jones)
5. Kashmir – 8:31 (Jimmy Page, Robert Plant, John Bonham)
6. Ten Years Gone – 6:31 (Jimmy Page, Robert Plant)
7. Achilles Last Stand – 10:22 (Jimmy Page, Robert Plant)
8. Nobody's Fault but Mine – 6:27 (Jimmy Page, Robert Plant)
9. All My Love – 5:53 (Robert Plant, John Paul Jones)
10. In the Evening – 6:49 (Jimmy Page, Robert Plant, John Paul Jones)

## Classifiche
| Classifica (2000) | Posizione massima |
| ----------------- | ----------------- |
| Regno Unito       | 40                |
| Stati Uniti       | 81                |